# WWE Studios
WWE Studios est une filiale basée à Los Angeles, aux États-Unis, de la fédération de catch professionnelle World Wrestling Entertainment au départ, fondée sous le nom de WWE Films spécialisée dans les longs-métrages.

## Historique
Avant de devenir studio indépendant, WWE Films était principalement fondé sur la coproduction. Les studios avaient coproduit quatre films dont six indépendants. The Marine en est leur premier film officiel, mais théâtralement parlant, le tout premier film des studios était See No Evil. Stone Cold Steve Austin a signé pour tourner durant trois films aux WWE Studios. Avant la formation de l'entreprise, la WWF produit un film en 1989 intitulé No Holds Barred avec Hulk Hogan.
En 2006, WWE Films décide d'étendre ses variétés de projets aussi bien dans les téléfilms et vidéofilms que sur d'autres plateformes de média. WWE Films se renomme WWE Studios le 21 juillet 2008 dans le but de représenter l'expansion de la filiale WWE.
En 2013 le studio produit The Call un thriller avec Halle Berry et étend son champ d'action au reste du monde en coproduisant Les Reines du Ring un film français sur des caissières qui se mettent au catch.

## Filmographie

### Coproductions
- 2002 : Le Roi Scorpion - avec The Rock
- 2003 : Bienvenue dans la jungle (The Rundown) avec The Rock
- 2004 : Tolérance Zéro - avec The Rock
- 2009 : En territoire ennemi : mission Colombie - avec Mr. Kennedy
- 2013 : The Call de Brad Anderson - avec David Otunga
- 2013 : Les Reines du ring de Jean-Marc Rudnicki[2]
- 2014 : The Mirror (Oculus) de Mike Flanagan

### Productions
- 2004 : The Mania of WrestleMania (2004) - documentaire suivant les catcheurs de la fédération durant le WrestleMania XIX
- 2006 : See No Evil - avec Kane
- 2006 : The Marine  - avec John Cena
- 2007 : The Condemned - avec Stone Cold Steve Austin
- 2008 : Maxi papa - avec The Rock
- 2009 : 12 Rounds - avec John Cena
- 2009 : The Marine 2 (vidéofilm) - avec Ted DiBiase, Jr.
- 2010 : Krunk Out - avec The Big Show
- 2010 : Legendary  - avec John Cena
- 2011 : That's What I Am  - avec Randy Orton
- 2011 : Inside Out - avec Triple H
- 2011 : The Chaperone - avec Triple H
- 2011 : Bending the Rules - avec Edge
- 2011 : Blood Brothers - avec John Cena
- 2011 : Bail Enforcers - avec Trish Stratus
- 2011 : Fast and Furious 5 - avec The Rock
- 2012 : The Day de Douglas Aarniokoski
- 2011 : The Reunion - avec John Cena
- 2013 : No One Lives - avec Brodus Clay
- 2013 : The Marine 3: Homefront - avec The Miz
- 2013 : 12 Rounds:Reloaded- avec Randy Orton
- 2013 : Dead Man Down- avec Wade Barrett
- 2014 : 12 Rounds 3: Lockdown - avec Dean Ambrose
- 2016 : Countdown - avec Dolph Ziggler et Kane

- 2016 : Sleight - avec Jacob Latimore et Seychelle Gabriel

### Box office
| Film          | Date de sortie  | Revenus        | Revenus      | Revenus              | Classement     | Référence |
| Film          |                 | Aux États-Unis | À l'étranger | Dans le monde entier | Aux États-Unis |           |
| See No Evil   | 19 mai 2006     | 15,032,800 $   | 3,388,168 $  | 18,420,968 $         | #6             | [ 3 ]     |
| The Marine    | 13 octobre 2006 | 30,844,784 $   | 13,320,824 $ | 22,165,608 $         | #6             | [ 4 ]     |
| The Condemned | 27 avril 2007   | 17,371,706 $   | 13,263,477 $ | 18,635,183 $         | #9             | [ 5 ]     |
| 12 Rounds     | 27 mars 2009    | 40,234,694 $   | 22,498,325 $ | 34,733,019 $         | #7             | [ 6 ]     |
| The Mirror    | 11 avril 2014   | 27,695,246 $   | 16,335,000 $ | 44,030,246 $         | #3             | [ 7 ]     |

### Revenus des locations
| Film                                    | Date de sortie    | Distributeur             | Revenus brut              | Référence |
| --------------------------------------- | ----------------- | ------------------------ | ------------------------- | --------- |
| See No Evil                             | 28 novembre 2006  | Lions Gate Entertainment | 16.49 millions de dollars | [ 8 ]     |
| The Marine                              | 30 janvier 2007   | 20th Century Fox         | 30.53 millions de dollars | [ 9 ]     |
| The Condemned                           | 18 septembre 2007 | Lions Gate Entertainment | 22.30 millions de dollars | [ 10 ]    |
| En territoire ennemi : mission Colombie | 6 janvier 2009    | 20th Century Fox         | 4.37 millions de dollars  |           |